# McDonnell Douglas KC-10 Extender
O McDonnell Douglas KC-10 foi um avião-tanque a serviço da Força Aérea Americana. O KC-10 foi derivado do avião civil DC-10.
Iniciou-se na Guerra do Vietnam a dúvida sobre a necessidade de mais 700 Boeing KC-135 para abastecimento de aeronaves.
Na Guerra do Yom Kippur em 1973 demonstrou a necessidade de capacidade mais adequadas para o abastecimento aéreo. Viu que os C-5 Galaxy eram forçados a aterrissar na Europa para abastecimento, pois não existiam aviões-tanque suficientemente grande para fazer voo diretos dos Estados Unidos para Israel.
Como resultado a tripulação dos C-5 Galaxys foram treinados para um abastecimento aéreo e Departamento de Defesa concluiu que era preciso criar um avião-tanque mais moderno.